# José Antonio Ñíguez
|  | «Boria» redirigeix aquí. Vegeu-ne altres significats a «Bòria». |

José Antonio Ñíguez Vicente, conegut futbolísticament com a Boria, (Elx, Baix Vinalopó, 30 de setembre de 1962) és un exfutbolista valencià que jugava com a davanter. És el pare dels també futbolistes Saúl Ñíguez, Aaron Ñíguez i Jonathan Ñíguez.

## Clubs
| Club                                  | País          | Any       |
| ------------------------------------- | ------------- | --------- |
| Elx Club de Futbol                    | País Valencià | 1981-1988 |
| Centre d'Esports Sabadell Futbol Club | Catalunya     | 1988-1990 |
| Unió Esportiva Figueres               | Catalunya     | 1989-1991 |